# Senegalesische Frauen-Handballnationalmannschaft
Die senegalesische Frauen-Handballnationalmannschaft repräsentiert den Senegal im internationalen Frauenhandball. Die Nationalmannschaft ist dem senegalesischen Handballverband unterstellt und wird seit November 2018 wieder von Frédéric Bougeant trainiert.

## Geschichte
Senegal nahm erstmals 1974 an der Afrikameisterschaft teil und wurde auf Anhieb Vizemeister – bei lediglich vier teilnehmenden Mannschaften. An den folgenden Turnieren nahm der Senegal gelegentlich teil, erreichte aber keine vorderen Platzierungen. 2006 trat die Mannschaft kurzfristig nicht an, nachdem die Gruppenauslosung für das Turnier bereits vorgenommen war. Mitte der 2010er-Jahre verbesserten sich die Ergebnisse; bei der Afrikameisterschaft 2014 scheiterte man im Viertelfinale knapp am späteren Sieger Tunesien.
Bei der Afrikameisterschaft 2016 erreichte der Senegal zunächst problemlos das Halbfinale, das sportlich mit 26:20 gegen Tunesien gewonnen wurde. Gegen die Wertung dieses Spiels legte Tunesien allerdings erfolgreich Protest ein, da Spielführerin Doungou Camara noch im Sommer 2014 bei der U-20-Handball-Weltmeisterschaft der Frauen 2014 für Frankreich gespielt hatte und die dreijährige Sperre für Nationalmannschaften noch nicht abgelaufen war. Daraufhin wurde sowohl Camara als auch die senegalesische Mannschaft disqualifiziert.
Ihr bislang bestes Ergebnis bei Afrikameisterschaften erzielte der Senegal im Dezember 2018 im kongolesischen Brazzaville, obwohl Spielführerin Camara verletzungsbedingt fehlte. Nach dem souveränen Gruppensieg in der Vorrunde und einem deutlichen 23:16-Viertelfinalsieg gegen Guinea traf Senegal im Halbfinale auf die Demokratische Republik Kongo, die sie knapp mit 22:21 bezwingen konnte. Im Finale unterlag die senegalesische Mannschaft trotz starkem Beginn – 9:1-Führung in der 17. Minute – dem hohen Favoriten Angola mit 14:19 und wurde Vizemeister. Durch diese Platzierung qualifizierte sich Senegal erstmals für die Weltmeisterschaft, die 2019 in Japan ausgetragen wurde. Senegal belegte dort den 18. Platz von 24 Mannschaften.

## Resultate bei internationalen Turnieren

### Handball-Weltmeisterschaft
- Weltmeisterschaft 2019: 18. Platz
- Weltmeisterschaft 2023: 18. Platz
Team: Coura Camara (3/1), Doungou Camara (6/16), Aminata Cissokho (6/14), Raïssa Dapina (6/8), Mathita Diawara (1/2), Marie Fall (6/12), Laura Kamdop (2/0), Sophie Kebe (3/2), Fanta Keita (6/10), Hawa Ramatou Ndiaye (6/7), Soukeïna Sagna (6/40), Fama Sall (3/0), Khady Seck (1/0), Ndeye Sokhna Camara Sene (1/0), Dienaba Sy (6/13), Justicia Toubissa Elbeco (6/0)[11]
Trainer: Yacine Messaoudi
- Weltmeisterschaft 2025:

### Olympische Spiele
Die senegalesische Frauen-Handballnationalmannschaft konnte sich bislang nicht für die Olympischen Sommerspiele qualifizieren, bei denen seit 1976 regelmäßig ein Frauenturnier ausgetragen wird.

### Handball-Afrikameisterschaft
- 1974: Vizemeister
- 1976: 5. Platz[12]
- 1985: 8. Platz[13]
- 1991: 5. Platz[14]
- 1992: 6. Platz[15]
- 2000: 7. Platz[16]
- 2006: nicht angetreten[5]
- 2012: 8. Platz[17]
- 2014: 6. Platz
- 2016: disqualifiziert
- 2018: Vizemeister
- 2020: 5. Platz
- 2022: 4. Platz